# Stranný
Stranný (Duits: Stranny) is een Tsjechische gemeente in de regio Midden-Bohemen, en maakt deel uit van het district Benešov. Het dorp ligt op 3 kilometer afstand van de stad Neveklov.
Stranný telt 119 inwoners (2025).

## Geografie
De gemeente bestaat uit de volgende plaatsen:
- Stranný
- Břevnice
- Dubí
- U Drázdů

De Mladčinabeek mondt uit in de dorpsvijver.

## Geschiedenis
De eerste schriftelijke vermelding van het dorp dateert van 1184.
Tijdens de Tweede Wereldoorlog was Stranný onderdeel van het oefenterrein van de Waffen-SS Beneschov. De inwoners moesten daarom op 31 december 1943 noodgedwongen hun huizen verlaten. Sinds 1960 maakt Stranný deel uit van het district Benešov. Tussen 1976 en 1992 was Stranný een deelgemeente van Neveklov.
Het wapen en de vlag werden op 28 november 2000 aan de gemeente toegekend bij besluit van de voorzitter van de Kamer van Afgevaardigden van het Parlement van de Tsjechische Republiek.

## Voorzieningen
Er is een herberg in het dorp.

## Verkeer en vervoer

### Autowegen
Stranný is te bereiken via diverse regionale wegen. 

### Spoorlijnen
Er is geen station in de gemeente. Het dichtstbijzijnde station is in Sedlčany, op zo'n achttien kilometer afstand. Dat station ligt aan de spoorlijn van Benešov naar Tábor. 

### Buslijnen
Er zijn drie bushaltes in de gemeente:
| Halte             | Lijn(en) | Traject(en)                           | Vervoerder(s)             |
| ----------------- | -------- | ------------------------------------- | ------------------------- |
| Stranný, Stranný  | 755      | Benešov - Rabyně                      | CŠAD Benešov              |
| Stranný, Břevnice | 755 756  | Benešov - Rabyně Neveklov - Křečovice | CŠAD Benešov CŠAD Benešov |
| Stranný, Rozchod  | 755 756  | Benešov - Rabyně Neveklov - Křečovice | CŠAD Benešov CŠAD Benešov |

### Wandelroutes
De volgende wandelroute loopt door de gemeente:
- Rood: Pasekách - Neveklov.

## Galerij

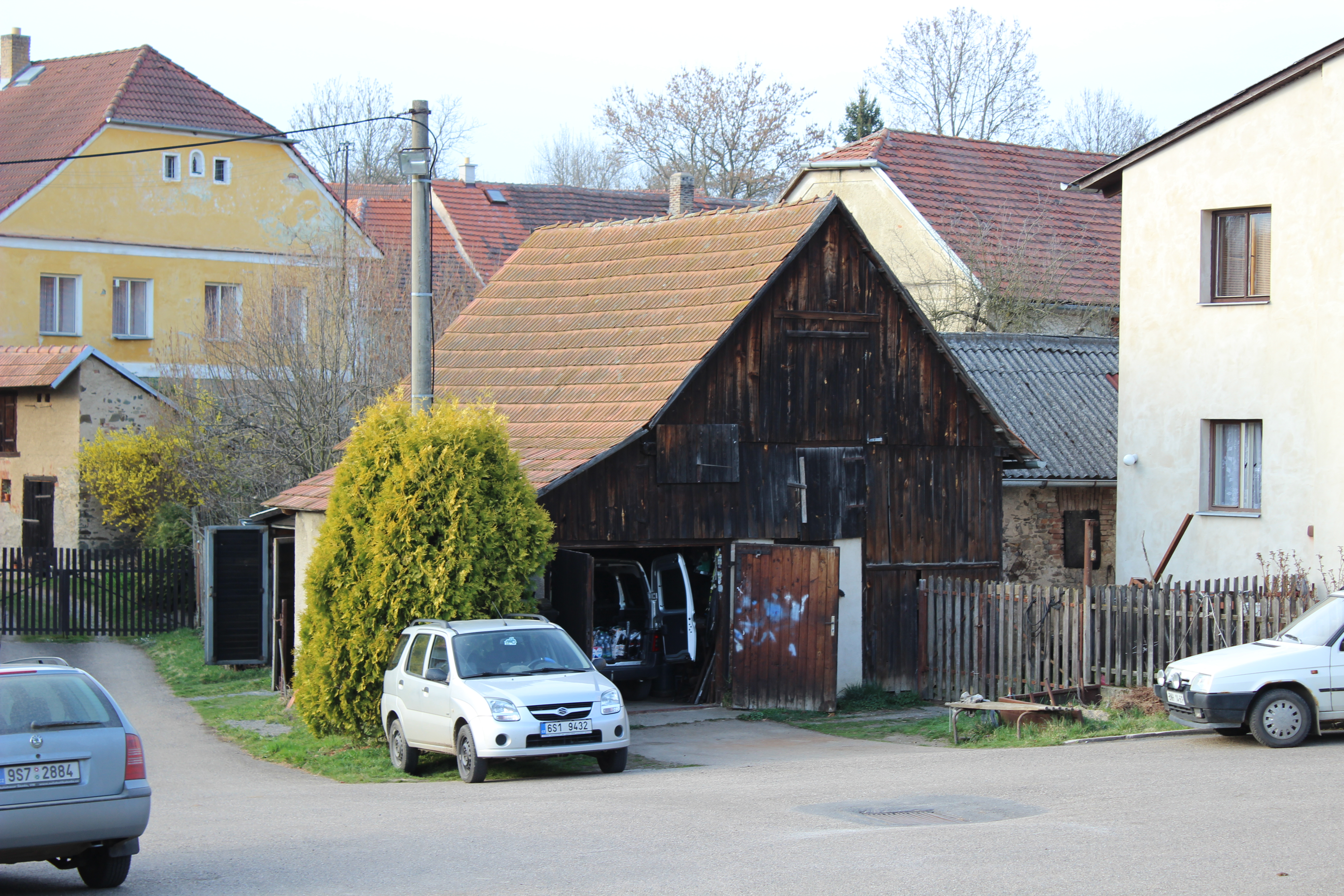
Oude houten schuur (2014)
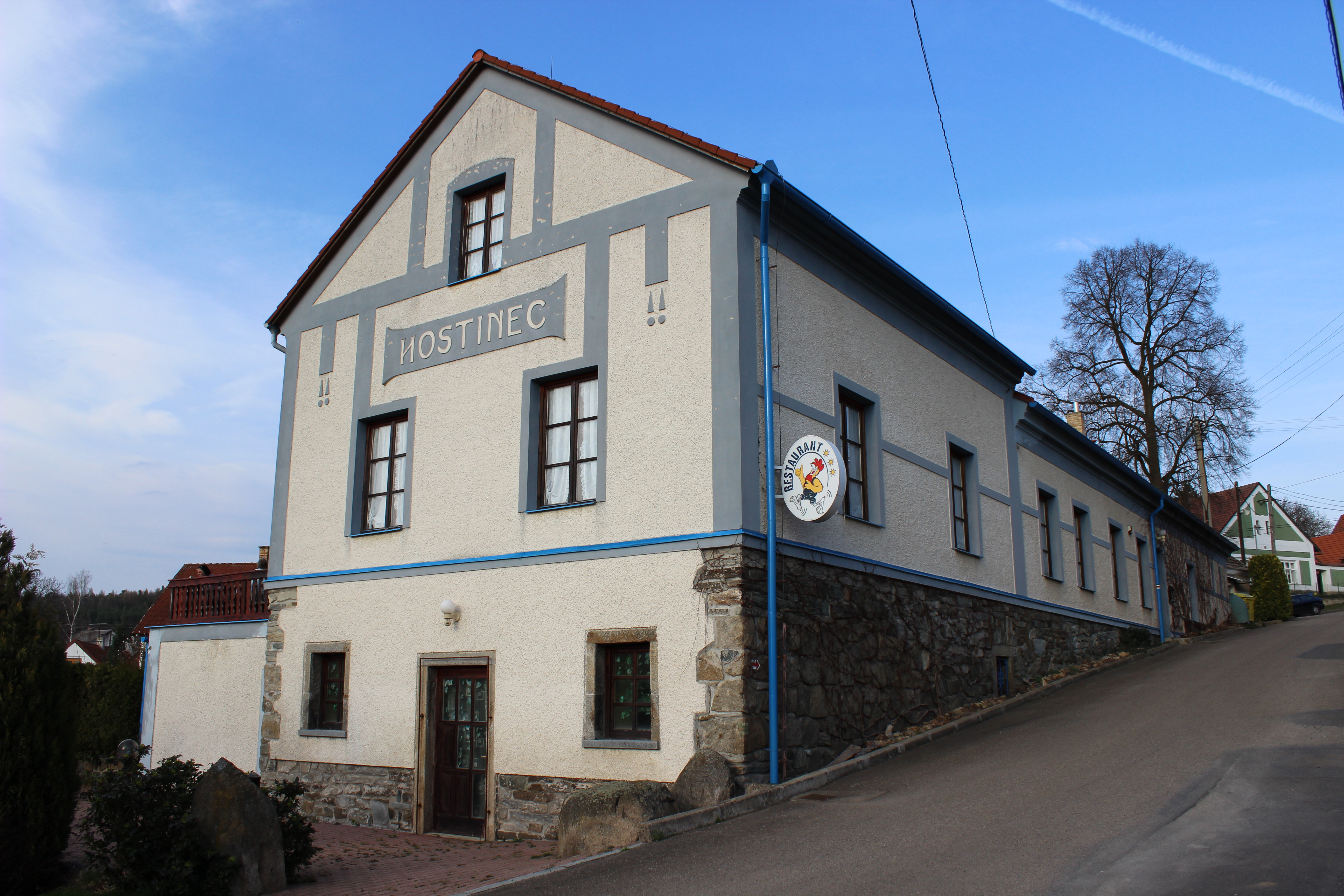
Heberg (2014)
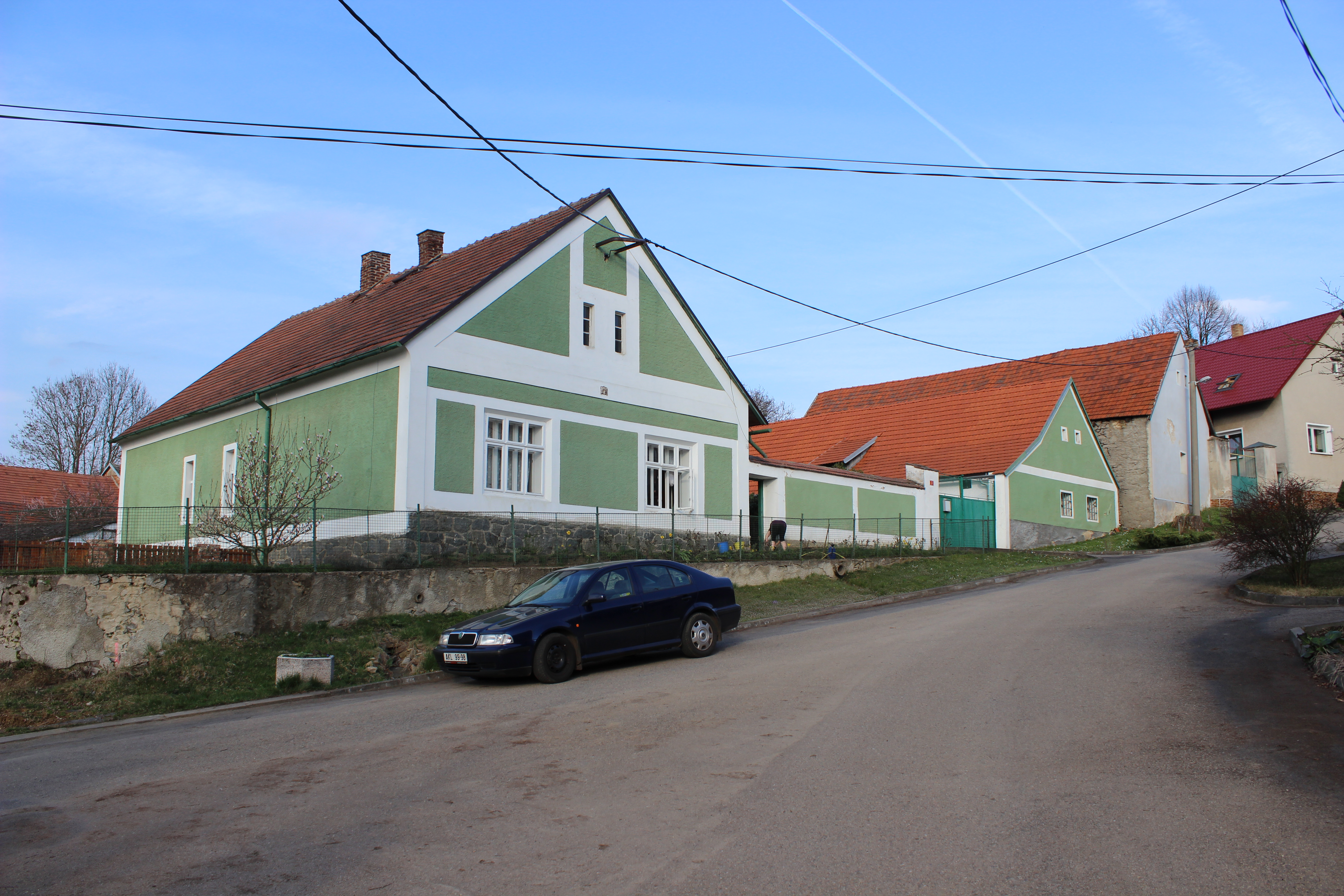
Huizen in het dorp (2014)